# 利纳雷斯宫
利纳雷斯宫（西班牙语: Palacio de Linares）是西班牙马德里的一座历史建筑，位于西贝莱斯广场。
1976年，利纳雷斯宫被列为保护建筑。